# 貝倫博斯特爾湖

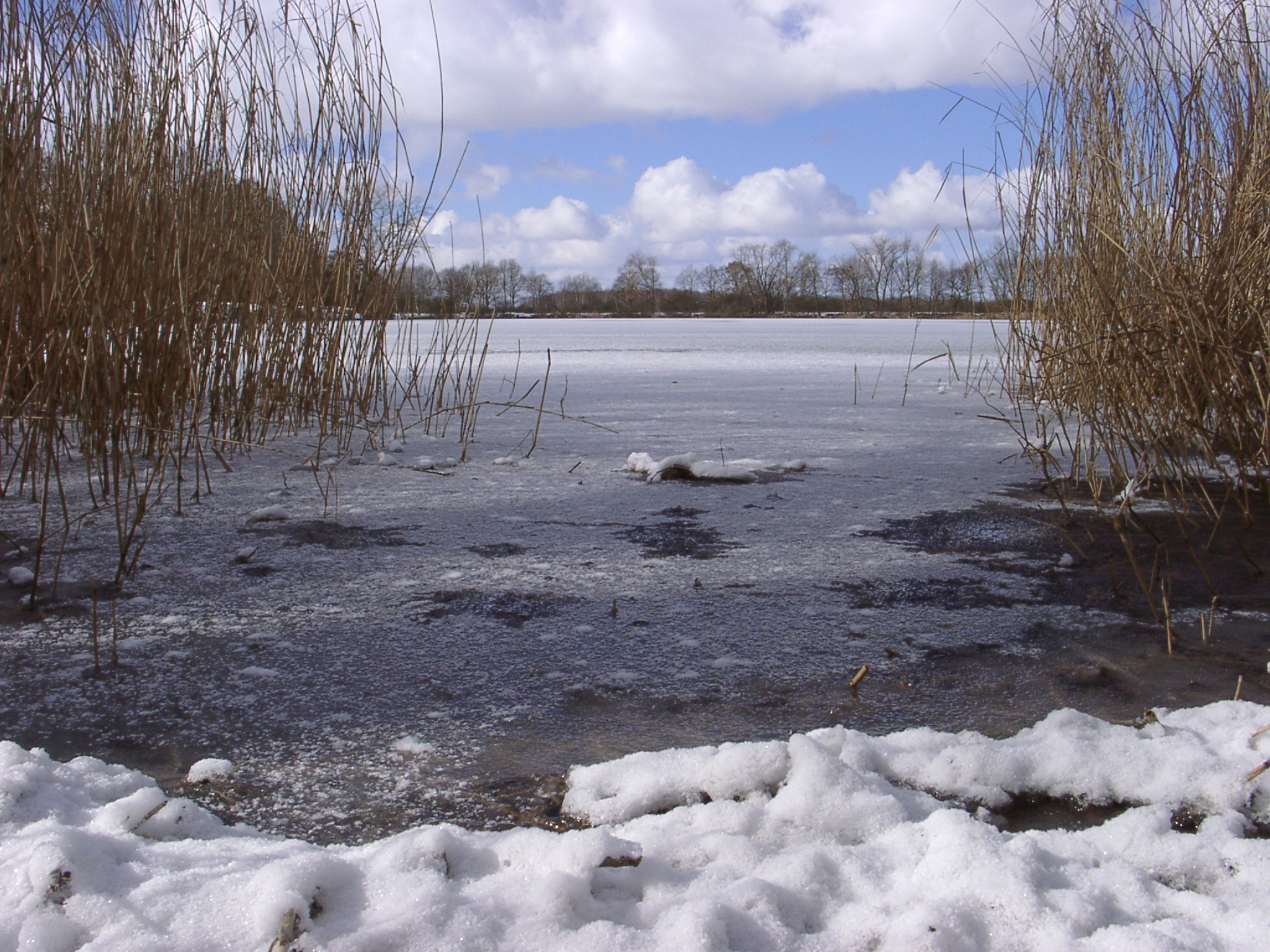

52°25′55″N 9°35′10″E / 52.432022°N 9.586043°E
貝倫博斯特爾湖（德語：Berenbosteler See），是德國的湖泊，位於該國西北部，由下薩克森州負責管轄，處於加布森西側，長0.4公里、寬0.3公里，該湖泊用作當地娛樂用途。